# مارتا ريبولو
مارتا ريبولو جراو (بالإسبانية: Marta Repullo)‏ (من مواليد 1976) هي كاتبة أندورية تكتب باللغة الكاتالونية.
وُلدت مارتا في برشلونة، وسرعان ما انتقلت إلى لا سيو دي أورغل. امتهنت مارتا الصحافة، وحصلت على شهادتها من جامعة برشلونة المستقلة. عملت خلال حياتها المهنية مع مختلف المؤسسات الإعلامية في جميع أنحاء جبال البرانس؛ ومن بين هؤلاء راديو سيو Ràdio Seu، وأونا أندورا، وجريدة أندورا El Periòdic d'Andorra. كما طورت حياتها المهنية في مجال الإدارة والتعاون الثقافي الدولي وبدأت مهنة الكتابة في وقت مبكر. فازت مارتا في الرابعة عشرة من عمرها بالجائزة الثانية لكتاباتها في مسابقة برعاية حكومة كتالونيا Generalitat de Catalunya. وفي عام 2001، أصدرت كاريسيز دي لا لورتا، وهو جزء من القصائد الشعرية. كما فازت أعمالها في مجال القصة القصيرة بعدد من الجوائز. شملت الجوائز التي حصلت عليها، جائزة القصص القصيرة من كونسيل كوماركال دي ألت أورغل، والتي تلقتها في عام 2000، وجائزة مجموعة من مسابقة الشعر في المكتبة العامة لحكومة أندورا Premi Recull del Concurs de Poesia de la Biblioteca Pública del Govern d'Andorra والتي فازت بها في عام 2001.